# Smendes
Smendes was de eerste farao van de 21e dynastie van de Egyptische oudheid. Zijn bekendste naam betekent: "Hij, de Ram van Mendes; Geliefd door Amon" en zijn tweede naam betekent: "Helder is de manifestatie van Re, gekozen door Re".

## Biografie
Het is onzeker wie Smendes' ouders waren. Er zijn vermoedens dat zijn ouders Herhor en Tentamen. Tentamen was de zuster van Ramses XI, wat dus zou betekenen dat de koning verwant was aan de vorige koning. Ook is het zeker dat Smendes een belangrijke gouverneur van Tanis was. Hij stond in de tijd van de regering van Ramses XI onder zijn dienst en reisde naar Libanon om hout te halen voor de tempel van Amon.
De regering en autoriteit van de farao in Opper-Egypte is vastgesteld door een stele gevonden in een werkmijn in Ed-Dibabiya (tegenover Gebelein, aan de rechteroever van de Nijl). Smendes regeerde over een verdeeld Egypte, over Neder-Egypte; Midden-Egypte en Opper-Egypte werden bestuurd door de commissie van hogepriesters van Amon zoals: Pinodjem, Mesaharta en Mencheppera.